# 川口節子 (1931年生)
川口 節子（かわぐち せつこ、1931年9月8日 - ）は、1950年代前半に活動した日本の元女優。群馬県桐生市出身。夫は元俳優の波島進、長女は同じく元女優の小倉加代。

## 略歴
- 群馬県立桐生女子高等学校卒業、大妻女子専門学校中退[1]。
- 1950年、太泉映画1期ニューフェイスに合格。
- 1951年、『この旗に誓う』でデビュー[1]。
- 1955年、芸能界を引退。
- その後もテレビドラマ『特別機動捜査隊』に、夫の波島進が演じる立石主任の妻の役で何度か出演している。

## 出演

### 映画
- この旗に誓う（1951年）
- ボート8人娘（1952年） - 春代
- ひめゆりの塔（1953年） - 小谷初子
- 健児の塔（1953年） - 女学生安座間
- むぎめし学園（1953年）
- 学生五人男（1954年） - 渡辺達子
- 弥次喜多（1954年） - 女中A
- 懐しのメロディー（1954年） - ユリ子
- 母を尋ねて幾山河（1954年） - お梅の朋輩若い妓
- 青春航路 海の若人（1955年） - 宮崎よしえ

### テレビドラマ
- 特別機動捜査隊（1961年 - 1971年、NET）